# Atherstone on Stour
Atherstone on Stour est un village et une paroisse civile du Warwickshire, en Angleterre.